# 太白山图
《太白山图》，是元四家之一的王蒙所绘的一幅纸本设色山水画。曾被收录于《石渠寶笈》中，现藏于辽宁省博物馆。

## 简介
该画作长卷以位于浙江鄞县境内太白山区域的天童寺为主题，描绘了天童寺周围二十里范围内的秀丽风光。卷首书有“太白山图”，卷尾钤有“王蒙印”。图中人物众多，有僧侣、樵夫、驾牛耕地之农夫，亦有游览山景的达官贵人。作品钤有明朝收藏家沈周、安国、项元汴以及清朝收藏家梁清标、安岐、乾隆皇帝、嘉庆皇帝、宣统皇帝等人的鉴藏印。
据卷尾处安如石、安希禹父子二人所书跋文可知，此画于嘉靖年间由安国自沈周处购入，若干年后无锡安氏又将此画转卖与项元汴。清初梁清标、安岐先后递藏，入清宫后，贮御书房。民国年间佚出，郑洞国购自长春，后经周桓转交至东北博物馆，即辽宁省博物馆。